# 御坊市立名田中学校
御坊市立名田中学校（ごぼうしりつ なだちゅうがっこう）は、和歌山県御坊市名田町にある公立中学校である。

## 沿革
- 1947年5月 - 御坊市立名田中学校開校[1]。

## 生徒数
| 年度       | 1学年 | 2学年 | 3学年 | 計   |
| ---------- | ----- | ----- | ----- | ---- |
| 平成31年度 | 11名  | 14名  | 11名  | 36名 |
| 令和2年度  | 19名  | 11名  | 14名  | 44名 |
| 令和3年度  | 13名  | 19名  | 11名  | 43名 |
| 令和4年度  | 17名  | 13名  | 19名  | 49名 |
| 令和5年度  | 23名  | 17名  | 13名  | 53名 |

## 部活動
- 野球部
- バレーボール部
- 陸上部
- 卓球部